# Streekpad Rijk van Nijmegen
Het Streekpad Rijk van Nijmegen (SP 3) is een streekpad met een lengte van 125 kilometer rond Nijmegen. Het pad is in beide richtingen met geel-rode tekens gemarkeerd en in een gidsje beschreven. Het pad wordt beheerd door Wandelnet.
De route begint bij het station van Nijmegen en gaat via een industrieterrein naar Weurt. Vervolgens gaat het pad over de Waaldijk en door uiterwaarden van de Waal langs Beuningen, Winssen en Deest naar Afferden. Van daaruit gaat de route verder langs Bergharen naar Wijchen. Hierna steekt de route de Maas over bij Ravenstein. Bij Grave wordt de Maas weer gekruist. Bij Malden wordt het Maas-Waalkanaal overgestoken. Vanaf Malden loopt de route door bossen tot Mook, waar de Mookerhei wordt overgestoken. Na Plasmolen loopt de route over Duits grondgebied door het Reichswald tot Kranenburg. Na Wyler komt de route weer op Nederlands grondgebied. Bij Beek gaat de route de Ooijpolder in, en via Ooij gaat de wandelaar terug naar Nijmegen. Via de oude binnenstad wordt het station uiteindelijk weer bereikt.
De route heeft aansluitingen op het openbaar vervoer met stations te Nijmegen, Wijchen en Ravenstein. De overige plaatsen zijn bereikbaar per bus. Kampeermogelijkheden zijn redelijk ruim voorhanden langs en op korte afstand van de route.
Te Nijmegen en Beek sluit het pad aan op het Grote Rivierenpad, en te Beek en Plasmolen op het Pieterpad.

## Afbeeldingen

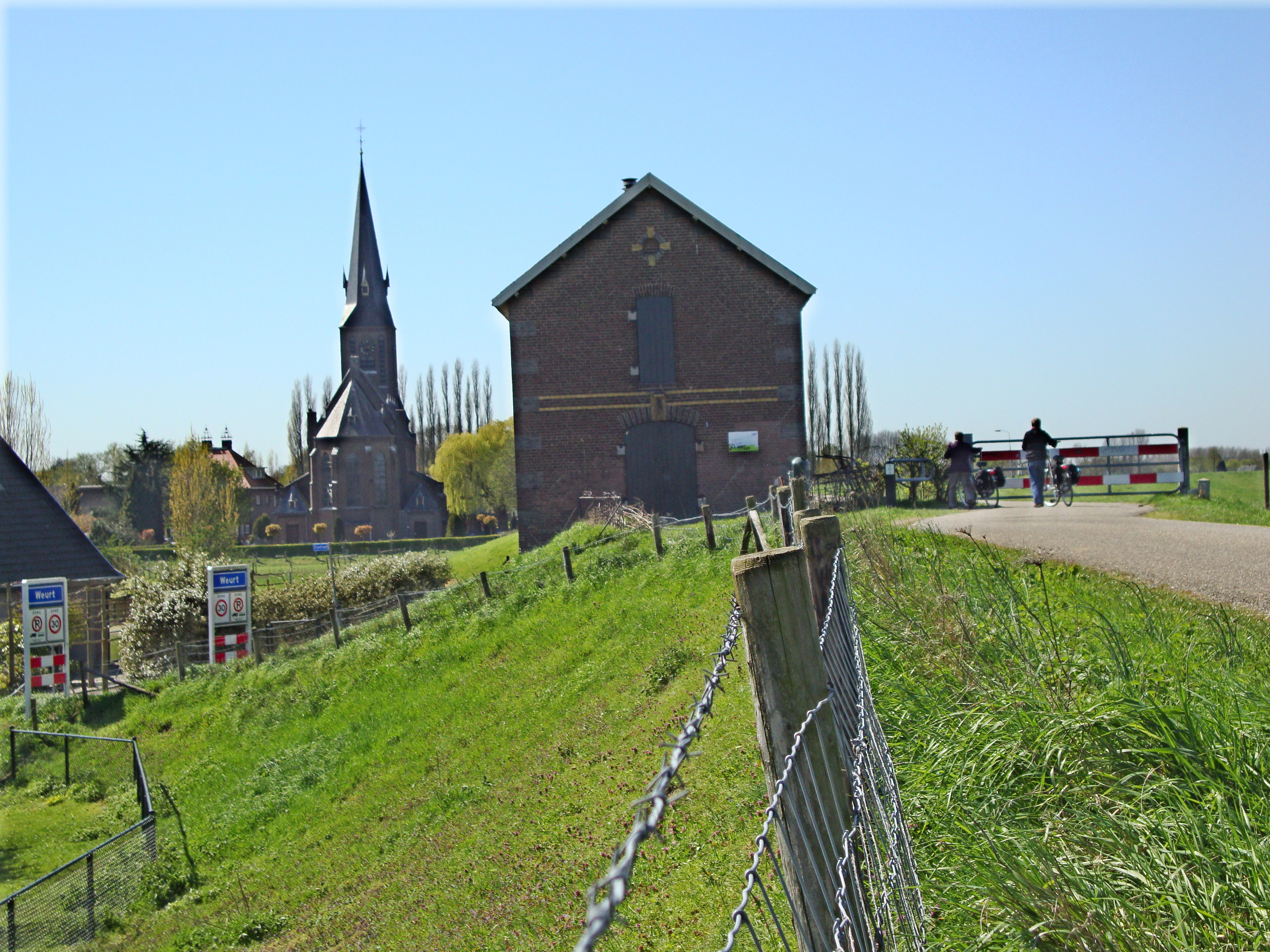
Weurt, Dijkmagazijn
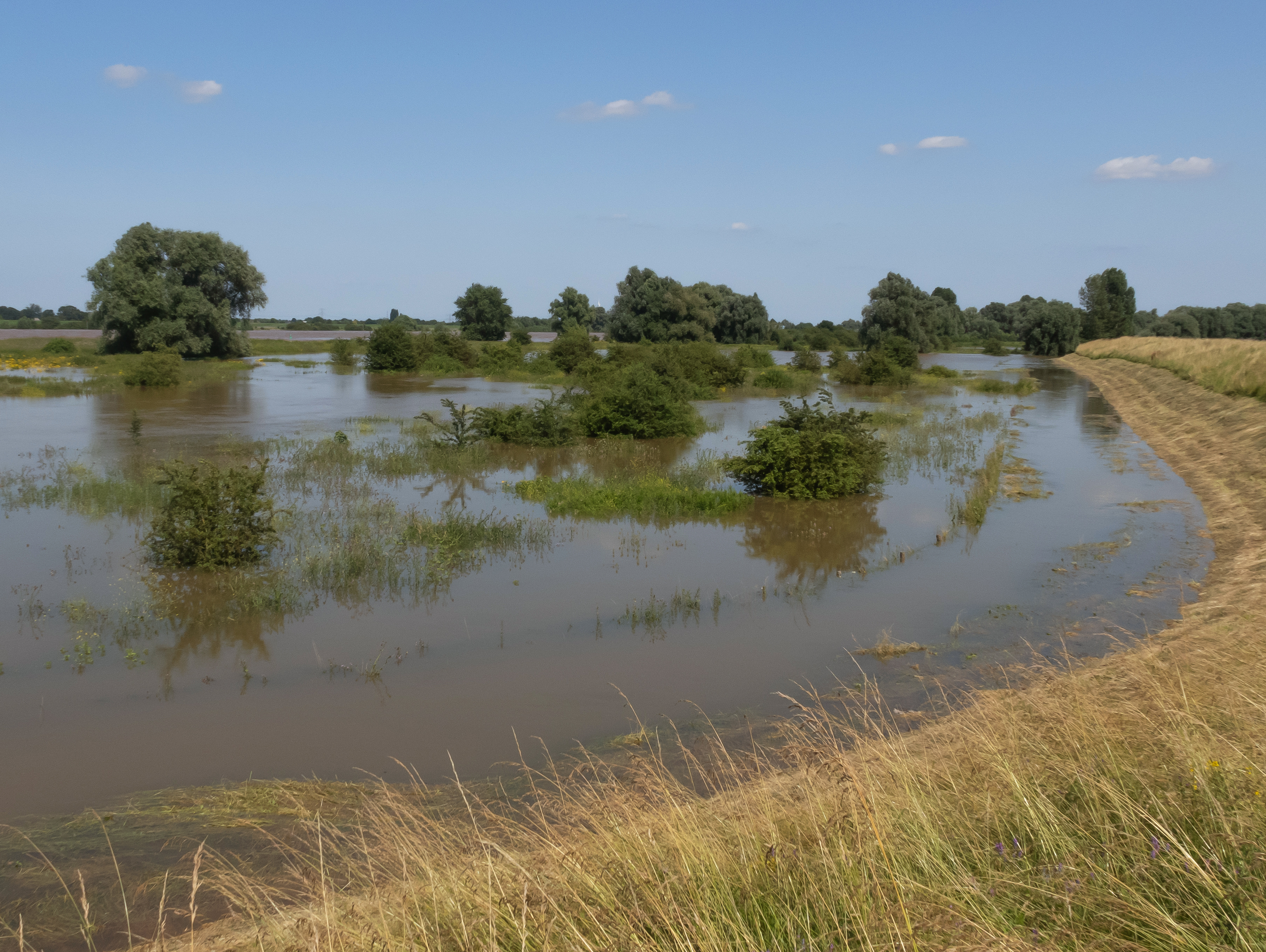
Hoog water bij Ewijk
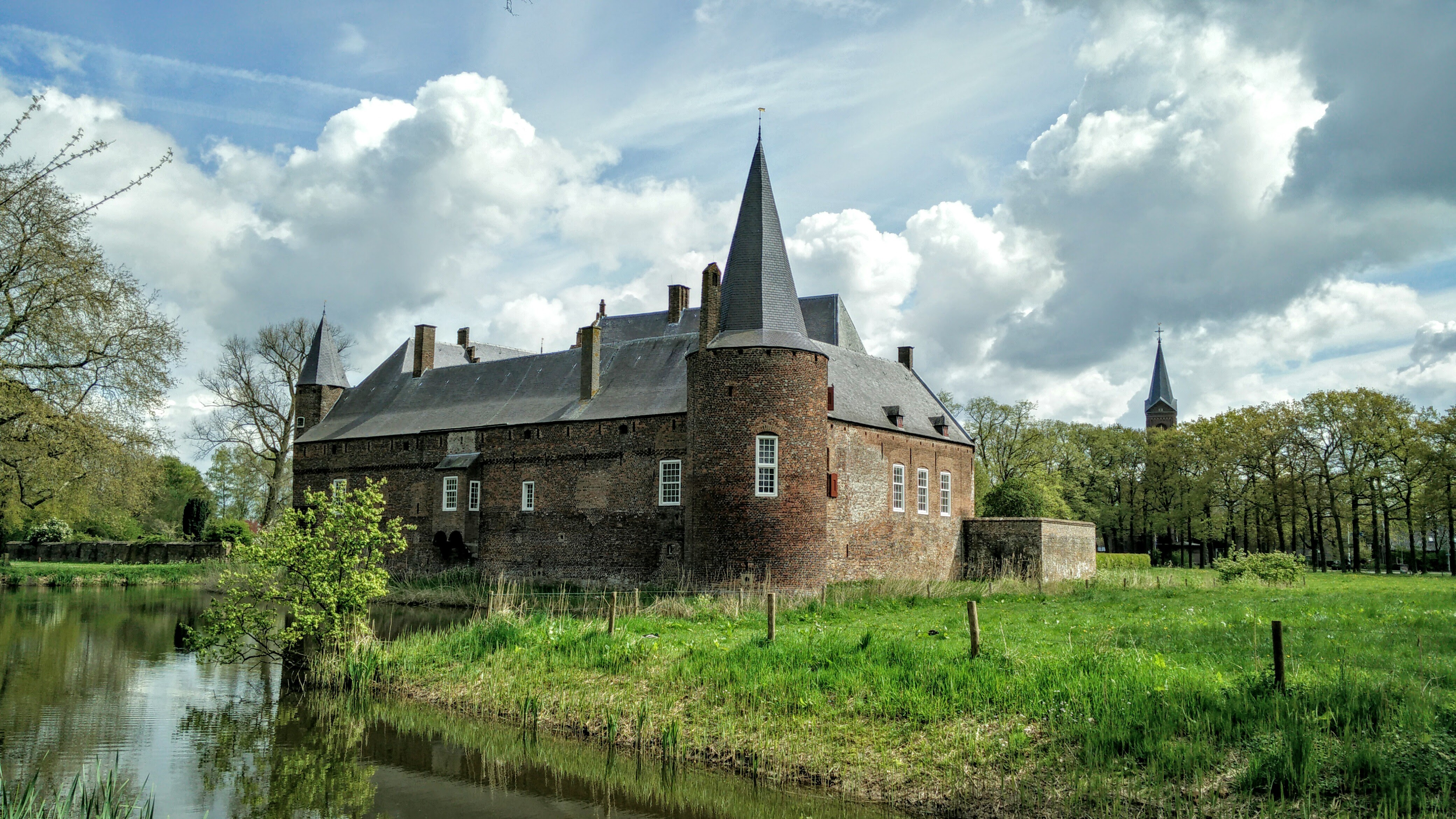
Kasteel Hernen
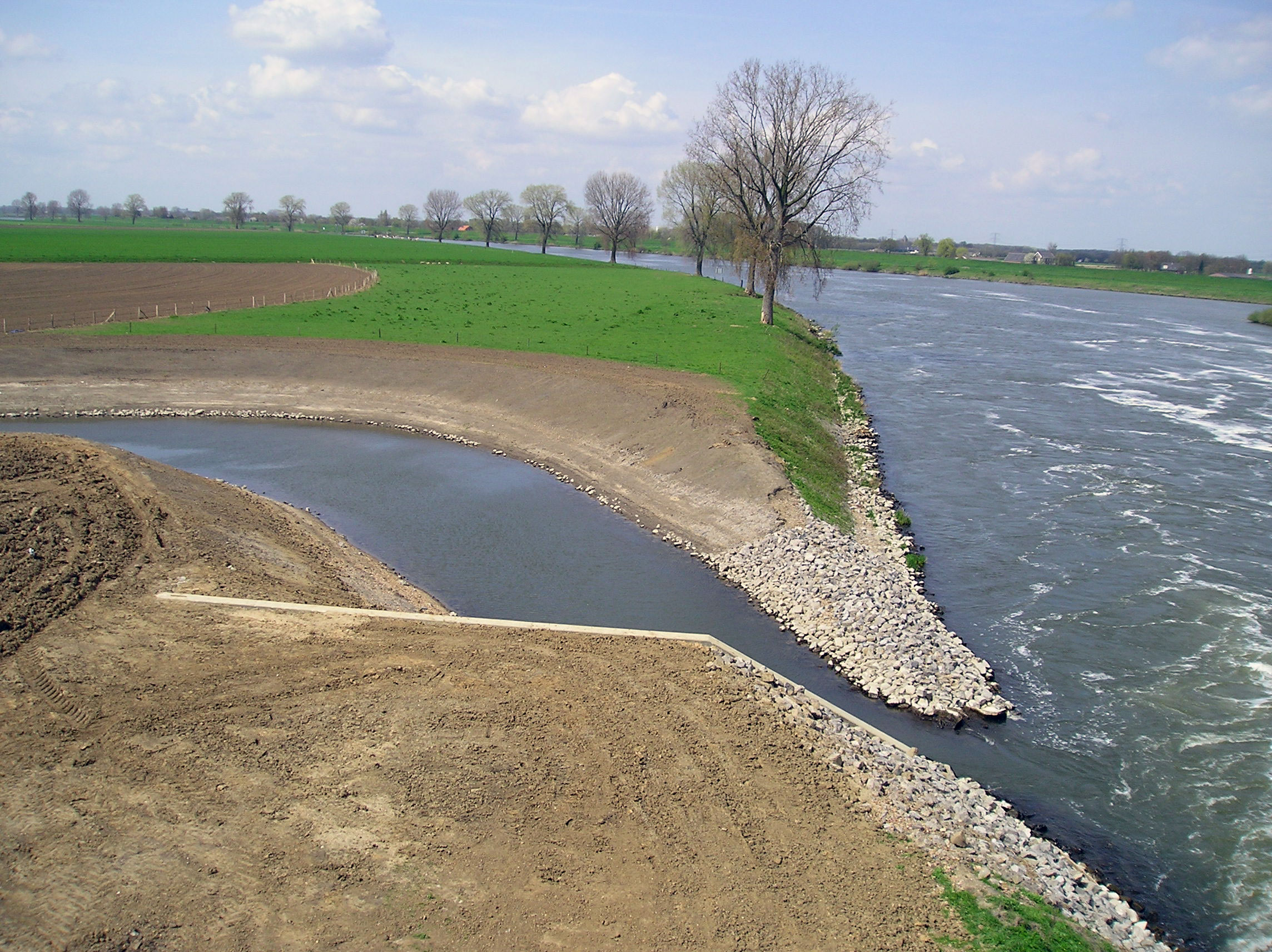
Vistrap bij Grave
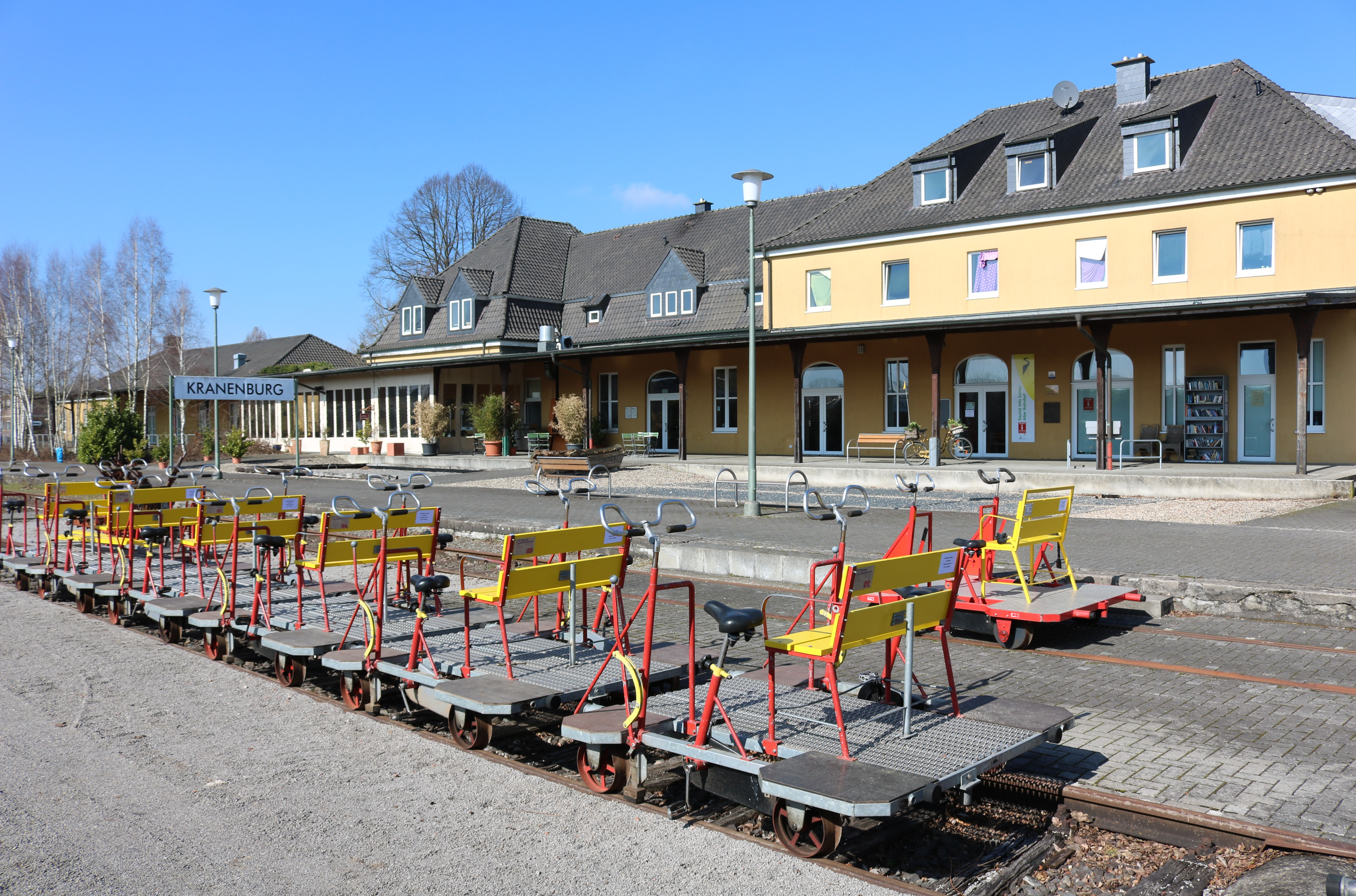
Drainsines in station Kranenburg
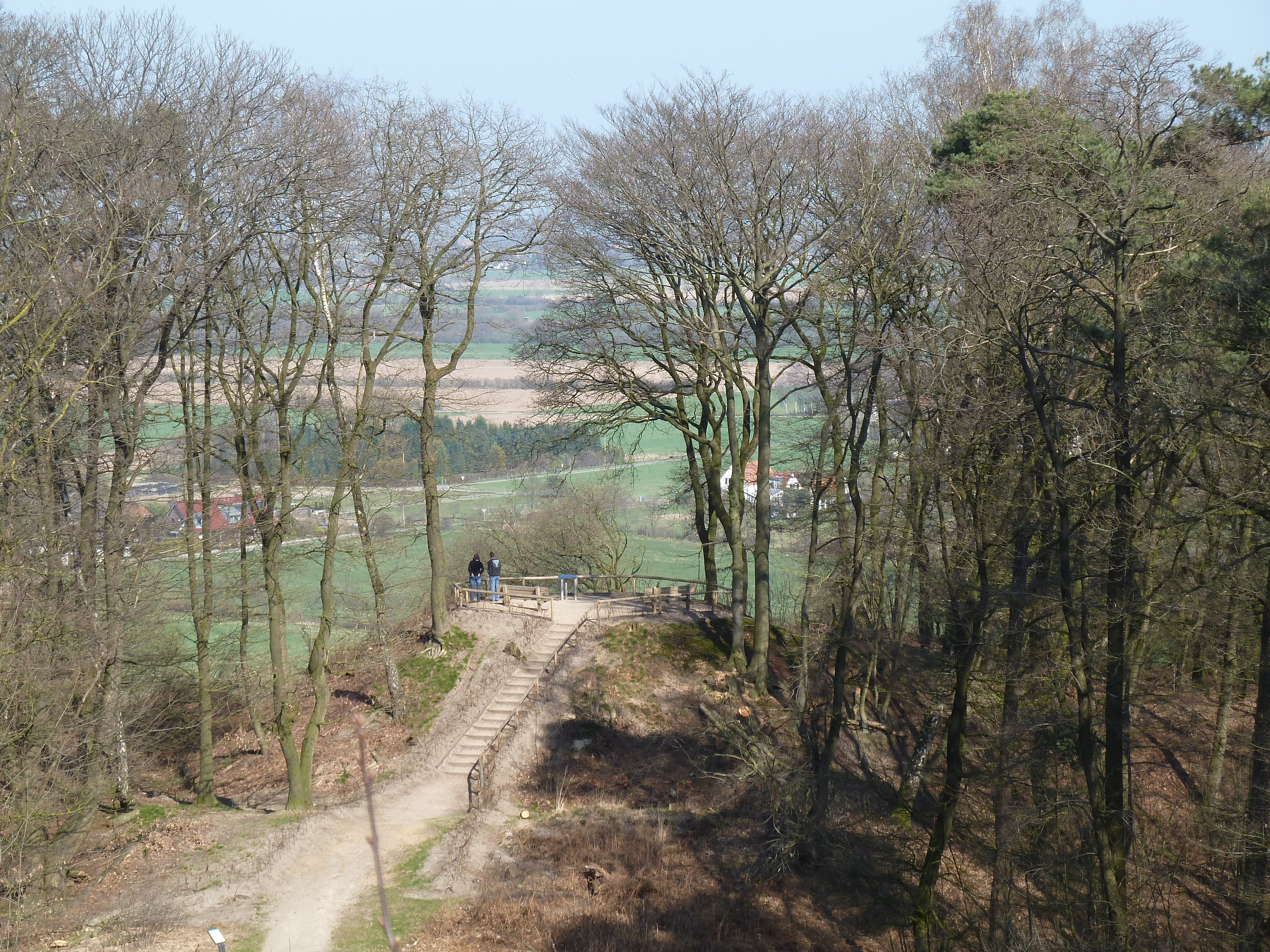
Duivelsberg (Gelderland), Berg en Dal